# Acid Space
Acid Space è un film d'animazione italiano del 2015 diretto da Stefano Bertelli, realizzato interamente con cartoncini colorati animati con la tecnica del passo uno.

## Trama
I Paperback Music, una rock band terrestre, finisce su un pianeta lontano di nome Planio, qui ogni genere di musica è bandita dal suo potente tiranno, Balthazar. I Paperback Music decideranno quindi di unirsi ai ribelli di Planio e tentare di riportare la musica sul pianeta, a capo della ribellione c'è Doremi, figlio di un grande musicista tenuto prigioniero da Balthazar.